# Dacentrurus armatus
Il dacentruro (Dacentrurus armatus) era un dinosauro dell'ordine degli ornitischi appartenente alla famiglia degli Stegosauridae.
Fu il primo dinosauro a piastre a essere descritto, qualche anno prima del più noto Stegosaurus. I resti fossili provenienti dall'Inghilterra furono descritti inizialmente come Omosaurus, il nome però risultò già utilizzato per un altro animale, e così fu necessario trovare un nuovo nome.

## Uno stegosauro particolare

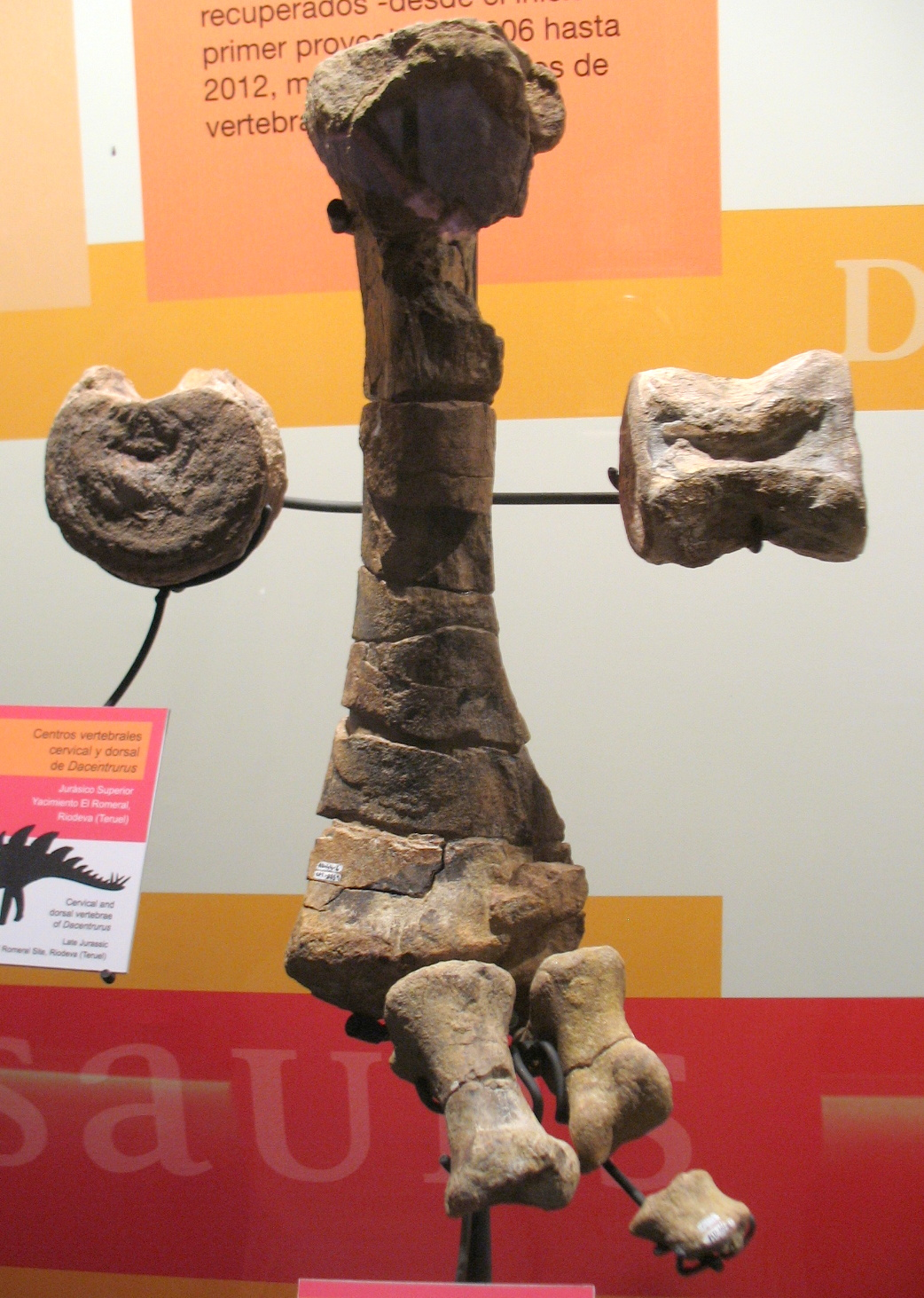
Tibia e metatarso di Dacentrurus

Dacentrurus, ritrovato in strati risalenti all'inizio del Giurassico superiore, sembrerebbe essere stato uno stegosauro piuttosto primitivo. Alcune caratteristiche suggeriscono che Dacentrurus dovrebbe essere classificato in una famiglia a sé stante. Come tutti gli stegosauri, questo dinosauro era un erbivoro quadrupede piuttosto pesante, dotato di una corazza ossea costituita da lunghe spine e piastre lungo la linea mediana del dorso e della coda. Le placche ossee difendevano la regione del collo e delle spalle, mentre le lunghe spine erano posizionate all'altezza del bacino e per tutta la coda.

## Distribuzione
Alcuni scheletri di Dacentrurus sono stati rinvenuti in terreni più recenti (sempre nell'ambito del Giurassico superiore) in Portogallo. Altri resti molto parziali sono noti in Francia. Sembra che Dacentrurus fosse uno degli stegosauri di maggiori dimensioni: alcuni esemplari incompleti farebbero supporre una lunghezza di 9-10 metri.